# Возмездие (фильм, 1967)
«Возме́здие» (другое название — «Солдатами не рождаются») — художественный фильм, снятый режиссёром Александром Столпером по мотивам романа К. М. Симонова «Солдатами не рождаются».

## Сюжет
Фильм о героях Сталинградской битвы, их судьбах, связанных общим стремлением к победе. Главные герои фильма продолжают сюжетную линию фильма «Живые и мёртвые».
Фильм фокусируется на судьбах трёх героев фильма «Живые и мертвые»:
- генерала Серпилина, ставшего командиром дивизии, а потом начальником штаба армии, его взаимоотношениях с сослуживцами и пасынком, смерти его жены;
- капитана Синцова, ставшего командиром батальона и первым в Сталинграде взявшего в плен немецкого генерала;
- военврача Овсянниковой, спасающей русских военнопленных и вновь встречающей Синцова и Серпилина.

Фоном для сюжетных линий выступают финальная часть операции «Уран» и операция «Кольцо» Сталинградской битвы.

## В ролях
| Актёр               | Роль                                                                                    |
| ------------------- | --------------------------------------------------------------------------------------- |
| Кирилл Лавров       | капитан Иван Петрович Синцов, командир батальона                                        |
| Анатолий Папанов    | генерал-майор Фёдор Фёдорович Серпилин, командир дивизии, затем — начальник штаба армии |
| Людмила Крылова     | Таня Овсянникова, военврач                                                              |
| Григорий Гай        | полковой комиссар Бережной, замполит дивизии                                            |
| Александр Граве     | полковник Геннадий Николаевич Пикин, начальник штаба дивизии                            |
| Александр Плотников | генерал-майор Иван Васильевич Кузьмич, новый командир дивизии                           |
| Владимир Седов      | майор Барабанов, командир полка                                                         |
| Леонид Хмара        | закадровый текст                                                                        |
| Юрий Стосков        | батальонный комиссар Левашов, замполит полка                                            |
| Сергей Шакуров      | младший лейтенант Николай Петрович Ильин, начальник штаба батальона                     |
| Виктор Титов        | старший политрук Завалишин, замполит батальона                                          |
| Иван Соловьёв       | генерал-лейтенант Иван Петрович Батюк, командующий армией                               |
| Юрий Визбор         | бригадный комиссар Константин Прокофьевич Захаров, член Военного Совета армии           |
| Виктор Коршунов     | начальник военного госпиталя                                                            |
| Михаил Матвеев      | сын генерала Серпилина                                                                  |
| Геннадий Сергеев    | полковой комиссар Бастрюков                                                             |
| Александр Лазарев   | пленный немецкий военврач                                                               |
| Валентинс Скулме    | пленный немецкий генерал Инсфельд                                                       |
| Виктор Косых        | Григорий                                                                                |
| Лола Бадалова       | Халида                                                                                  |
| Нина Ургант         | Сима Суворова                                                                           |
| Олег Хабалов        | офицер                                                                                  |
| Елена Тяпкина       | машинистка                                                                              |

## Съёмочная группа
- Автор сценария и режиссёр-постановщик — Александр Столпер
- Режиссёр — Ирина Мансурова
- Оператор — Николай Олоновский
- Художники — Иван Пластинкин, Александр Самулекин, Евгений Серганов

## Отзывы
Кинокритик Виктор Орлов отмечал в фильме сочетание постоянных крупных планов героев с широко поданными общими планами боёв, как приём, используемый режиссёром для выражения главной мысли: воевали люди, а не безликие солдаты и офицеры.